# Вільям Вінсент Фіцджеральд
Вільям Вінсент Фіцджеральд (англ. William Vincent Fitzgerald; 21 липня 1867 — 6 серпня 1929) — австралійський ботанік.
Фіцджеральд описав п'ять родів і близько 210 видів рослин Західної Австралії, в тому числі 33 види акацій і кілька видів евкаліптів. Він також збирав рослини для інших ботаніків, в тому числі для Фердинанда Мюллера і Джозефа Мейдена, був відомий завдяки своїй роботі з орхідеями. Eucalpytus fitzgeraldii був названий на його честь Вільямом Блеклі.
Фіцджеральд народився в північно-східній частині Тасманії і до 16 років навчався для роботи в гірничодобувній промисловості. У 1890 році почав листуватися з Фердинандом Мюллером і відсилати йому в Мельбурн зразки флори Тасманії. У 1903 році став членом Королівської комісії по лісах Західної Австралії і наступного року — головою Консультативної ради по лісах Західної Австралії. Того ж року Фіцджеральд описав 23 види акацій (в основному з південно-західної частини Західної Австралії) в першому виданні «Журналу західноавстралійської природничої історії» (який пізніше став «Журналом Королівського товариства Західної Австралії»).
У 1905 році він був призначений в Департамент земельних ресурсів і досліджень натуралістом і здійснював топографічну зйомку під час експедиції в район Кімберлі, а наступного року обстежив землі цього району на можливість використання їх як ріллі. У 1912 році він описав у «Журналі ботаніки» шість нових видів акацій, виявлених під час експедицій на південному заході Західної Австралії, і ще три — у 1917 році.
Види, названі ним, включають Acacia acuaria, Acacia andrewsii, Acacia cliftoniana, Melaleuca argentea, Eucalyptus accedens і Eucalyptus argillacea.
Помер недалеко від річки Дарю під час дослідження хребта Бісмарка в центральній частині острова Нова Гвінея.